# Associação Atlética Portela Teixeira de Freitas
A Associação Atlética Portela Teixeira de Freitas (AAPTF) é um clube de futebol brasileiro sediado na cidade de Teixeira de Freitas, no estado da Bahia, fundada em 1995. Manda seus jogos no Estádio Municipal Antônio Rodrigues Santana (Tomatão), que já foi palco de partidas do Campeonato Baiano de Futebol de 2014.

## História
Fundada como Associação Atlética Teixeira de Freitas, disputou a segunda divisão do Campeonato Baiano entre os anos de 1997 e 2001.  Após esse período, licenciou-se das competições profissionais, mantendo-se filiado à Federação Bahiana de Futebol (FBF). O clube retornou ao futebol profissional em 2016, agora sob o nome de "Associação Atlética Portela Teixeira de Freitas".  O estádio onde a equipe manda os jogos foi totalmente reconstruído, se tornando mais moderno e com maior capacidade. Após a reforma o estádio passou a se chamar Tomatão. 